# Krzysztof Zborowski (powstaniec warszawski)

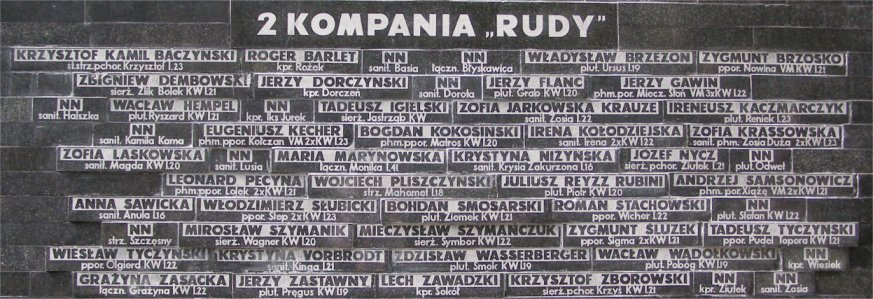
Na Powązkach Wojskowych. Nazwisko Zborowskiego wymienione w ostatnim rzędzie

Krzysztof Zborowski ps. Krzyś (ur. 15 lipca 1923, zm. 9 sierpnia 1944 w Warszawie) – sierżant, podchorąży, w powstaniu warszawskim w II plutonie „Alek” 2. kompanii „Rudy” batalionu „Zośka” Zgrupowania „Radosław” Armii Krajowej.

## Życiorys
Podczas okupacji niemieckiej działał w polskim podziemiu zbrojnym. Ukończył tajną podchorążówkę-Agricolę. Poległ 9. dnia walk powstania warszawskiego 1944 w obronie cmentarza żydowskiego na Woli. Miał 21 lat. Jego symboliczna mogiła znajduje się na Powązkach Wojskowych obok kwater żołnierzy i sanitariuszek batalionu „Zośka”.
Został odznaczony Krzyżem Walecznych.